# HERE (バンド)
HERE（ヒアー）は、日本のロックバンド。インビシブルマンズデスベッドのメンバーが主体となって2008年に結成。過剰なまでのハイテンションなライブが話題。

## メンバー
- 尾形回帰（おがたかいき、1980年[1]6月25日 - ）Vocal
北海道新篠津村出身、血液型O型
インビシブルマンズデスベッドのメンバー。当時の名前はデスベッド。
父は陶芸家の尾形香三夫。
愛称はロックスター。
- 武田将幸（たけだまさゆき、1980年11月13日 - ）Guitar（立ち位置は上手）
北海道新篠津村出身、血液型A型
インビシブルマンズデスベッドのメンバー。
- 三橋隼人（みつはしはやと、1982年11月13日 - ）Guitar（立ち位置は下手）
沖縄県出身、血液型A型

## 旧メンバー
- 西井慶太（にしいけいた）Bass
北海道新篠津村出身。インビシブルマンズデスベッドのメンバー。
- 井嶋啓介（いじまけいすけ）Bass
- 原琢矢（はらたくや）Bass
- 宮野大介（みやのだいすけ、12月27日 - 2022年1月28日）Drums
静岡県出身、血液型A型
インビシブルマンズデスベッドのメンバー。
2022年1月28日膵臓癌のため死去。

## サポートメンバー
- 壱（いち）Bass - ex.ゆーの
- ユージ・レルレ・カワグチ　Drums - ex.ANOTHER DIMENSION、ex.ROSEROSE、ex.電気式華憐音楽集団、 ex.DEARIVETHレコーディングメンバー[2]、平沢進+会人サポート(2019.11 BATTLES来日公演オープニングアクト3公演、2020.3 2K20▲03 2days)
- マーシー　Drums - →SCHOOL←
- ハジメタル　Keyboard - 誰でもエスパー
- 垣内雄太（かきうちゆうた）Percussion - THE RODS
- IN-pish(インピッシュ) ダンスデュオ

## 来歴
- 2006年
前身バンド　インビシブルマンズデスベッド解散。
- 2008年
HERE 活動開始。
DEMO CD「LESSON 1～2」をライブ会場にて販売。
ロックオペラ「PHOENIX」公演スタート。
- 2009年
HERE presents「GLAMOROUS STUDY point1」を開催。
DEMO CD「LESSON 3～5」をライブ会場にて販売。
- 2010年
ロックオペラ「PHOENIX」を笹塚ファクトリーにて2日間開催。様々なミュージシャンが役者として出演。
幾度かのメンバーチェンジの末、この時期に現体制のメンバーなる。
- 2011年
東日本大震災復興支援「POWER TO JAPAN」を立ち上げ総勢18組のアーティストともにチャリティーCD「POWER TO JAPAN」を制作。
DEMO CD「LESSON 7」を発売。
初ワンマンLIVE「MANをZIしてROCKSTAR」開催。
- 2012年
HERE presents「GLAMOROUS STUDY」を3ヶ月連続で主催。
両A面シングル「みっともないぜ愛がこぼれてる/絡みつくような愛をくれてやる」をライブ会場と残響ショップにて販売。
ロックオペラ「PHOENIX」を笹塚ファクトリーにて三日間開催。様々なミュージシャンが役者として出演。
11月10日(土) 渋谷O-Crestにてワンマンライブ『超ROCKSTAR宣言』を開催。
- 2013年
ファーストアルバム「死ぬくらい大好き愛してるバカみたい」をタワーレコード限定で発売。
MURO fes. やネコフェスなどフェスイベントに出演。
両A面シングル＋ライブDVD「感情超常現象/余すことなく隅々までアイラヴュー」をタワーレコード限定で発売。
9月14日(土) 渋谷O-Crestにてワンマンライブ『感情超常現象』を開催。
- 2014年
セカンドアルバム「I WANNA EAT YOUR CHAOS」発売。
HERE 2nd Album Release Tour 「MADE IN CHAOS」。
10月26日(日) 渋谷O-Crestにて、ツアーファイナルワンマンライブ「混」「沌」「共」「鳴」を開催。
- 2015年
11月4日(水)　2nd EP「はっきよい.ep」タワーレコード、Amazon 1,000枚限定発売。
11月21日(土)　渋谷TSUTAYA O-crestにてワンマンライブ「まったなし!!横綱は俺だ!!～ロックスター土俵入り～」を開催。
12月〜はっきよい.ep発売記念どすこいツアー
- 2016年
1月1日(金)　最新シングル『半端な愛とか吹き飛ばしてよ』無料ダウンロード。
3月2日(水)　HERE 3rd Album『ハッスル』発売。初回盤と通常盤の2バージョン。
3月11日(金)〜　3rd Album『ハッスル』発売ツアー「絶対ハッスル宣言ツアー2016」
7月1日(金)　渋谷TSUTAYA O-WEST ツアーファイナル　ワンマンライブ
- 2018年
5月15日(火)  HERE結成10周年記念LIVE『ハイテンションフェス2018』を渋谷TSUTAYA O-EASTにて開催。9mm Parabellum Bullet、 アルカラ、 私立恵比寿中学、流れ星が出演した。
9月4日(火)　フリーワンマンライブ〜ロック現場主義〜をZepp DiverCityにて開催。台風21号によりライブ開始を少し遅らせるなどの影響を受けたが、無事に成功を収める。
- 2019年
4月10日(水)  恵比寿リキッドルーム 5th Album『OH YEAH』リリースツアーファイナル　ワンマンライブ
4月29(月)  NAKANO Fresh Rock Festivalに出演。
6月22(日)  『MUSiCフェス～私立恵比寿中学開校10周年記念 in 赤レンガ倉庫～』に出演。サポートドラムに9mm Parabellum Bulletのかみじょうちひろを迎えて行った。
8月28(水) 新宿BLAZE『HEREのワンマンで愛と勇気にハロー!! 』Supported by 新宿BLAZE
11月3日(日) 渋谷TSUTAYA O-Crest 『HEREの心を燃やせツアー』ファイナル ワンマンライブ
- 2020年 
7月7日(火) 渋谷TSUTAYA O-Crest『HEREのハイテンションなコミュニケーションTOUR 2020 FINAL!!』振替公演。コロナウイルスの影響でHEREのライブの醍醐味の一つであるコールアンドレスポンスが出来ないため、その代わりとして打楽器などの鳴り物の持ち込みがバンドにより許可される。またバラ汁が出ない造花ならOKという条件付きでバラ禁令が解除された。
- 2021年
2月20日(土)  HERE presents『ハイテンションフェス2021』をduo MUSIC EXCHANGE・TSUTAYA O-Crest（2会場往来型ライブ）にて開催。アルカラ、ガストバーナー、SaToMansion、folca、セックスマシーン！！、ベッド・インwithパートタイムラバーズ、ukka、流れ星、キツネツキ、THE イナズマ戦隊が出演。

## エピソード
- 結成当初のメンバーはインビシブルマンズデスベッドのままだったが、ベースの西井慶太が脱退、ギター三橋隼人が加入しツインギターになる。

同時に、三橋の紹介により元てるる...のベース井嶋啓介が加入するが脱退。
次に、In 197666のベース原琢矢が加入するが脱退。その後、現在までユーノのベース壱が担当している。正式メンバーではなくサポートである。
- 三橋はインビシブルマンズデスベッドの大ファン。当時、楽器屋で武田将幸が機材のローンを組んでいる時にファンとして話しかけたことがある。
- 2008年から公演を始めたロックオペラ「PHOENIX」は、メンバーが書き下ろしたオリジナルストーリーを尾形が一人で話をし、メンバーはそれに合わせて演奏をしていくスタイルだった。
- 当初の「PHOENIX」は一般的な劇場で行っていたが、騒音問題により劇場を転々とし、笹塚ファクトリーに辿り着く。
- 2010年の「PHOENIX」からゲストを招いてのミュージカルスタイルになり、大盛況で1ヶ月後に追加公演を行うほどだった。
- 事務所には所属していないDIYのバンドであり、CDジャケットやポスターのデザイン、ブッキングやマネジメントも全て自分達で行っている。
- 2011年震災後「POWER TO JAPAN」を立ち上げ、総勢18組のアーティストともにチャリティーCD「POWER TO JAPAN」を制作。

新宿LOFTで「POWER TO JAPAN」のイベントも行う。500,000円近くの売り上げを寄付。
- 2012年HEREが主催する「GLAMOROUS STUDY」を3ヶ月連続決行。

アルカラ、9mm Parabellum Bullet、another sunnyday、mudy on the 昨晩らが出演。
- 両A面シングル「みっともないぜ愛がこぼれてる/絡みつくような愛をくれてやる」をライブ会場と残響ショップにて販売。

残響ショップにて月間売り上げが残響アーティストを抜いて第1位になるが、残響に所属していないため店長から口止めをされ、幻の第1位となる。
- 「PHOENIX」を笹塚ファクトリーにて3日間開催。様々なミュージシャンが役者として出演。2部構成、4時間にも及ぶ超大作となる。全てを出しきったのか、その後現在まで「PHOENIX」の公演はない。
- 2013年ファーストアルバム「死ぬくらい大好き愛してるバカみたい」をタワーレコード限定で発売。初めての流通作品となる。
- テレビ東京「ロック兄弟」、NHK BSプレミアム「NiPPoN RockS」などに取り上げられる。

tvk「Mutoma」のクリップダービーでは2連覇を達成する。
- J-WAVE（東京）「TOKYO REAL-EYES」DJ:藤田琢己との出会い

きっかけは藤田のTwitterのTLにたまたま流れてきた、尾形の母が息子を応援する内容を綴ったブログだった。
Twitter上で藤田がブログに感動、尾形とやりとりをし、次の日に藤田がHEREのアルバム「死ぬくらい大好き愛してるバカみたい」を購入。
そのまま「TOKYO REAL-EYES」にて「告白〜死ぬくらい大好き愛してるバカみたい」をオンエア。あっという間にラジオデビューをする。
藤田はその後、池袋手刀のライブに足を運びHEREのメンバーと初対面をする。この時、9mm Parabellum Bulletの滝善充も来ていたことを後のラジオ出演で話している。
- 2013年発売「死ぬくらい大好き愛してるバカみたい」のPVで尾形が1月の真冬の海に入って撮影。

その夜、40度の熱を出すが、次の日は普通にライブを行った。
- 2013年8月28日 (水)CLUB CITTA' Hope And Live 〜 HIV／AIDS治療支援ベネフィット・コンサート2013に出演。河村隆一（LUNA SEA）らと同日出演をする。
- バラ禁伝説

「死ぬくらい大好き愛してるバカみたい」ツアーファイナル渋谷O-WESTでは300本近い薔薇の花が客席から投げこまれた。
もともとメンバーが薔薇を用意していたが、ファンも沢山の薔薇を自ら用意しており、会場は赤い薔薇一色となる。
沢山の薔薇が舞う美しいライブだったが、メンバーに踏まれた薔薇から大量のバラ汁が流れ出し、ステージがベトベトになり滑って転倒するメンバー続出。後片付けが大変になる。
このライブを期に、HEREのライブで薔薇の持ち込みが禁止になる。通称バラ禁発令。「薔薇が舞うライブがしたい」と言ったのは尾形である。
- 初フェスはMURO FESTIVAL 2013。レインボーステージ出演。
- アルカラ主催のネコフェス2013ではVARIT.に出演。
- 9月両A面シングル＋ライブDVD「感情超常現象/余すことなく隅々までアイラヴュー」をタワーレコード限定で発売。
- 「感情超常現象」のPV撮影を心霊スポットで行う。
- 2014年からニコニコ動画でスタジオ生ライブ配信を始める。
- 2014年6月25日初の全国流通となるセカンドアルバム「I WANNA EAT YOUR CHAOS」発売。

ジャケットは北海道の日本画家、蒼野甘夏（あおのあまなつ）の国内未発表の新作「雪舞天狗」
CD特典は「雪舞天狗」のポストカード、非売品CD
1. 『HERE 2013年ライブベストCD』
2. 『愛のマスター／ミヤトルハイムのテーマ』（宮野ボーカル＆武田ミックス）

- 「PHOENIX」で演技をしたドラムス宮野大介は、役のミヤトルハイム長官でニコニコ動画のイベントに突然出演をする。

セカンドアルバム「I WANNA EAT YOUR CHAOS」の特典CDに自身の曲を収録するほど、宮野はミヤトルハイム長官に力を入れている。
また、宮野はマイケル・ジャクソンのモノマネができ、たびたびライブで披露している。
- 1曲目の「CHAOTIC SYMPATHY」のPVは2バージョンあり、メンバー全員が砂漠などで演奏しているものと、

「Sand Hell ver.（砂地獄）」と名付けられた、尾形が1人で砂を食べ続ける衝撃的なバージョンがある。
- 「I WANNA EAT YOUR CHAOS」発売で念願のJ-WAVE（東京）「TOKYO REAL-EYES」に出演する。

HERE初ラジオ出演のため、ハジメタルなどの関係者が固唾を呑んで見守っていた。
ラジオでは「CHAOTIC SYMPATHY」と「感情超常現象」が流れた。
- HEREが配信するニコ生ではスタジオライブだけではなく、室内で対談なども行われている。

騒音トラブルで引っ越しをしたボーカル尾形回帰の新居からのニコ生対談では、愛猫のニーチェも出演をした。
HEREのライブをインビシブルマンズデスベッド時代から取り続けているカメラマンの高畠正人もニコ生に参加。
三橋は猫アレルギーだった。
その後のニコ生対談では、ハジメタルやレコーディングエンジニアの日下 貴世志も出演している。
- MURO FESTIVAL2014ではレインボーステージのトリを飾り、大盛り上がりのライブをする。
- インビシブルマンズデスベッド時代のマネージャーが現在、9mm Parabellum Bulletを担当しており、

昔からメンバーとも仲が良く、9mmのメンバーがHEREのライブを見に来ることもある。
滝善充の楽曲に尾形回帰は作詞で参加し、武田将幸はギターで参加している。
- mudy on the 昨晩では武田将幸がサポートギターをしている。HEREとの対バンで2ステージをすることもある。
- アルカラとは一緒にツアーをするほど仲が良く、ライブのアンコールではセッションもよくしている。

セカンドアルバム「I WANNA EAT YOUR CHAOS」ではアルカラのボーカル稲村太佑がアモーレアモーレにコーラスで参加している。
アモーレアモーレのレコーディング当日、稲村太佑は風邪を引いていたが、HEREのためにスタジオに来て、完璧な歌声で一発録音で帰っていったという。
- 凛として時雨とも仲が良く、ピエール中野はHEREとよく対バンをしており、345はインビシブルマンズデスベッドの大ファンであり、HEREになってからもライブを見に行ったことをブログに書いている。
- 三橋が手を怪我した際、HEREの曲がほぼツインギターのため、三橋抜きで全曲インビシブルマンズデスベッドを池袋手刀で行ったことがある。

その後、下北沢CLUB251の20周年記念ライブにて、メンバーはHEREのままインビシブルマンズデスベッド1日復活をしている。対バンはアルカラとHaKUだった。
HEREでもインビシブルマンズデスベッドの曲を演奏するようになった。
- 衣装にもこだわりがあり、自分たちを「ビジュアル重視系」と言っている。

ベース西井がいた頃はスーツ→井嶋がいた頃はスパンコールなどグラム系→原がいた頃はカラフルでポップな衣装だった。
セカンドアルバム「I WANNA EAT YOUR CHAOS」ではカラフルな衣装ではなく一転して黒白のモード系になった。
尾形はライブ中すぐにジャケットを脱いで放り投げてしまうため、それまで汗をかかないよう配慮して裏地の無いオーダーメイドのジャケットだったが、結局脱いでしまうので裏地をつけてもらったと話している。
武田はライブ中にどんなに暑くてもジャケットを脱がないというインビシブルマンズデスベッド時代からのポリシーを持っている。
- HERE主催のイベントでは出演バンド全員の手書きのイラストをプリントしたコラボTシャツを作る事がある。

「死ぬくらい大好き愛してるバカみたい」発売記念時のHERE×アルカラ×9mm Parabellum BulletとのコラボTシャツは即完であった。
- HEREワンマンライブ2013年9月14日渋谷O-Crestにて、3度目のクレストワンマンで念願のソールドアウトとなる。
- 2014年6月より「I WANNA EAT YOUR CHAOS」リリースツアー[MADE IN CHAOS]スタート。
- 「I WANNA EAT YOUR CHAOS」収録曲『感情超常現象(Album Mix)』がカラオケに登場。（第一興商 LIVE DAM・Premier DAM設置店舗のみカラオケ可能）
- 2014年10月26日(日) 渋谷O-Crestのツアーファイナルワンマンライブでは、バラ禁を考慮してファンらが200本近くの赤いサイリウムペンライトを用意した。
- ワンマンライブでは2ndアルバムリリースツアーをライブ録音したCD5タイトルとDVD1タイトルを発売。入場特典でCDの表紙を配布。
- 2014年11月2日(日) 新宿ReNY　Hope And Live 〜 HIV／AIDS治療支援ベネフィット・コンサート2014に参加。

SUGIZO ((LUNA SEA),(X JAPAN))や真矢(LUNA SEA)らと同日出演をする。
- 2014年11月12日発売のロックの夜明けコンピレーションアルバム「ロックの夜明け COMPILATION」に参加。「I WANNA EAT YOUR CHAOS」より「アナモルフォーシス」を収録。
- 2014年11月16日 mudy on the 昨晩の元メンバー復帰により、武田のmudy on the 昨晩のサポートを終了。
- 2014年11月22日公開の映画「日々ロック」にて滝善充（9mm Parabellum Bullet）の劇中楽曲提供 に武田将幸が参加。
- 2014年末に、9mm Parabellum Bulletの滝善充が左足と左腕を骨折したため、急遽、武田将幸が9mmのサポートギターを引き受けた。

武田将幸は数日間で10曲を覚え、3公演のサポートをし9mm Parabellum Bulletの永久欠番となった。2015年1月1日のライブをもってサポートを一旦終了。なお、2016年以降、滝善充の腕の不調に伴い再び9mmのサポートギターとして参加するようになる。
2014年12月28日 802GO! ROCK FESTIVAL RADIO CRAZY
2014年12月30日 COUNTDOWN JAPAN 14/15
2014年12月31日 LIVE DI:GA JUDGEMENT2014
- 武田は9mmのモバイル会員だった。
- 2015年元旦に、希望者のみHEREメンバーから直筆の年賀状が届くという「2015年ハイテンションスタート年賀状」という企画を行った。年末にファミレスで、年賀状を書くメンバーの姿がTwitterに上げられた。
- 2014年10月26日(日) 渋谷O-CrestのツアーファイナルワンマンライブのDVD化が決定し、CHAOS OF MEMORY ～HERE 会場限定DVD 発売ツアー～を2015年4月よりスタート。大阪、渋谷、名古屋と巡る。
- 2015年3月30日(月)　Large House Satisfaction のニコニコ生放送「ラージハウスTV」に 尾形回帰と宮野大介が出演。
- 宮野の十八番である「マイケル 宮野 ジャクソン」は「ア・ル・カ・ラ 7枚目“CAO”レコ発TOUR『ガイコツアー2014』」のアルカラワンマンライブのアンコールで登場。

また、2015年高円寺周遊フェスBOYS ON DREAMにてアルカラのトリ前でダンスユニットIN-pishと共演、マイケル 宮野 ジャクソンでタイムテーブルに組み込まれるほどになる。
- 2015年4月5日よりロックバンドThe Flickersにて三橋隼人がサポートギターを担当。
- 2015年4月9日 (木) よりBSフジにて放送の「私立恵比寿中学」のレギュラー番組「エビ中＋＋」に、尾形が準レギュラーとして抜擢。尾形にとって初めてのバラエティ番組の出演となる。

4/9日の放送では出演者の後方でギターを持ち、見切れている程度だったが、4/23日の放送では尾形を中心とした「尾形回帰クイズ」が行われた。
尾形曰く、突然のオファーがきて「音楽番組ではなくて非常に申し訳ないんですが…」と番組関係者に言われたが、何事にも全力で取り組もうとバラエティ番組の出演をOKした。
- 2015年5月4日(月) 名古屋ELL3会場ミソフェス 2015に参加。ell.SIZEにてライブを行った。
- 2015年5月8日(金)東京キネマ倶楽部にて、ア・ル・カ・ラ LIVE DVD”20141207”発売記念ツアーファイナル「ついに来てしまいましたTOUR2015」に、

インビシブルマンズデスベッド一夜限りの不完全復活が決定。これまでも頑に完全復活を拒み続けているため、今回のメンバーはドラムス宮野大介を除いた
ボーカル：デスベッド(現・尾形回帰)、ギター：武田将幸、ベース：西井慶太、ドラムス：ユージ・レルレ・カワグチを加えた特別編成で行った。
- 2015年6月28日(日) NEKOFES 2015に参加。
- 2015年夏頃よりレコーディングを開始。
- 2015年11月4日(水) 一年半振りの新作シングルCD「はっきよい.ep」タワーレコード&Amazonにて1000枚限定発売決定。

新曲3曲+ボーナストラックとしてベスト盤的ライブ音源をCDの限界74分42秒まで収録予定。
- 2015年11月8日(日) 東邦大学 第54回東邦祭にて9mm Parabellum Bulletとツーマンライブ決定。
- 2015年11月21日(土) 渋谷TSUTAYA O-Crest にてワンマンライブ決定。
- はっきよい.ep発売記念どすこいツアー決定

12月13日(日)名古屋栄クラブロックンロール
12月23日(水祝)大阪福島セカンドライン決定。
- 2017年5月17日(水) 尾形がロック兄弟のMCに抜擢される。
- 2017年11月16日(木):宮野大介が脱退を発表。
- 2019年3月27(水) 尾形がロック兄弟のMCを卒業。
- 2019年8月21日(水)7枚目のシングル、『HELLO』発売。
- 2020年12月23日(水)6枚目のアルバム、『風に吹かれてる場合じゃない』発売

## ディスコグラフィー

### 会場限定 DEMO CD
- 『LESSON 1』(2008年1月9日)
  1. FLY
  2. カタルシス
  3. 森の都会は夜
  4. 音楽が終わるまえに

- 『LESSON 2』(2008年4月5日)
  1. エンドレスワルツ
  2. さらば、カマキリ夫人
  3. 狼とMr.ブルームーン
  4. Coffee & Love Sick

- 『LESSON 3』(2009年2月27日)
  1. LOVE FICTION
  2. DON'T YOU LOVE ME?
  3. AMORE AMORE

- 『LESSON 4』(2009年4月5日)
  1. PASSION
  2. STRAYSHEEP
  3. ENDLESSWALTZ

- 『LESSON 5』(2009年7月22日)
  1. STANDARD LOVERS
  2. ABOUT YOU
  3. ROSEGIRLTIC

- 『LESSON 6』
  1. HAMPAねえな
  2. この夜を終わらせろ
  3. さらば、カマキリ夫人
  4. 冬色恋模様
  5. PASSION (Tanuki BLD. Remix)

- 『LESSON 7』
  1. MANをZIしてROCKSTAR
  2. クラシカルダイヴ
  3. 君へ鳴らす、このメロディだけは真っ直ぐに。
  4. COME ON!!!! 〜ロックは爆発だ!!!! 無敵FACEで会いましょう〜

### 会場限定 CD／DVD
『CHAOS OF MEMORY』
2014年6月〜「I WANNA EAT YOUR CHAOS」リリースツアー[MADE IN CHAOS]ライブ録音
DVD
CD

### 東日本大震災復興支援　チャリティソング・プロジェクトCD
- 『POWER TO JAPAN』(2011年6月12日) ＜POWER TO JAPAN 特設サイト＞
  1. POWER TO JAPAN

### 参加作品
1. ほどけない、僕等は絶対。
  - 栗山千明のシングル「とよす☆ルシフェリン」にて、2曲目「ほどけない、僕等は絶対。」を尾形回帰が作詞担当。
2. セツナドライブ
  - IA×SUPER GT 「CiRCUiT BEATS- SUPER GT 20th Anniversary-」にて、3曲目「セツナドライブ」を尾形回帰が作詞担当。
3. 「ロックの夜明け COMPILATION」に参加
  - ロックの夜明けコンピレーションアルバムに、「I WANNA EAT YOUR CHAOS」より「アナモルフォーシス」を収録。
4. 春休みモラトリアム中学生
  - 私立恵比寿中学の最新アルバム『穴空』に収録される「春休みモラトリアム中学生」を尾形回帰が作詞・作曲。演奏にHERE・ハジメタル・西井慶太らが参加。
5. たまげた恋のエルニーニョ
  - 私立恵比寿中学『クリスマス大学芸会2016「エビ中のオーシャンズガイド」』で披露されたユニット、平成いそきんトリオ(柏木ひなた、中山莉子、小林歌穂)を尾形がプロデュース。
6. 感情解放戦線
  - "野良ロック"をコンセプトに掲げる大阪発5人組アイドル・グループ sui suiの曲を尾形が作詞、作曲、プロデュース。編曲は尾形、武田将幸、西井慶太、演奏は武田、西井に加えて三橋隼人が参加した。
7. SYMPHONY SYMPATHY
  - sui suiの同曲を尾形が作詞・作曲・プロデュース。
8. 孤独が私を強くさせる
  - 4人組アイドルユニットMANACLEの柿崎李咲のソロ曲を尾形が作詞・作曲。 編曲で尾形、武田将幸、西井慶太が参加。

### タイアップ
| 起用年 | 曲名                       | タイアップ                                               |
| ------ | -------------------------- | -------------------------------------------------------- |
| 2021年 | 風に吹かれてる場合じゃない | テレビ東京系「主治医が見つかる診療所」エンディングテーマ |

## 主なライブ

### HERE presents GLAMOROUS STUDY
| 開催日             | 場所                     | イベント名                                         | 共演者                                                           |
| ------------------ | ------------------------ | -------------------------------------------------- | ---------------------------------------------------------------- |
| 2009年5月10日(日)  | 新代田FEVER              | HERE PRESENTS 『GLAMOROUS STUDY：Point 1』         | 鉄と鉛 / THE COKEHEADS                                           |
| 2009年10月17日(土) | 新代田FEVER              | HERE PRESENTS 『GLAMOROUS STUDY：Point 2』         | デブパレード / ゲビル                                            |
| 2010年3月7日(日)   | 新代田FEVER              | HERE PRESENTS 『GLAMOROUS STUDY：Point 3』         | あらかじめ決められた恋人たちへ / MOLICE / AFRICAEMO              |
| 2010年9月26日(日)  | 新代田FEVER              | HERE PRESENTS 『GLAMOROUS STUDY：Point 4』         | The SALOVERS / FRUITS EXPLOSION / THE COKEHEADS / DJ:Tanuki BLD. |
| 2012年2月17日(金)  | 下北沢シェルター         | HERE PRESENTS 『GLAMOROUS STUDY：Point 5』         | mudy on the 昨晩 / another sunnyday                              |
| 2012年3月8日(木)   | 新宿LOFT                 | HERE PRESENTS 『GLAMOROUS STUDY：Point 6』         | 9mm Parabellum Bullet / ゲストDJ：ピエール中野（凛として時雨）   |
| 2012年4月30日(月)  | 赤坂 草月ホール          | HERE PRESENTS 『GLAMOROUS STUDY：Point 7』         | アルカラ                                                         |
| 2012年9月28日(金)  | 新代田FEVER              | HERE PRESENTS 『GLAMOROUS STUDY：Point 8』         | mudy on the 昨晩 / つしまみれ / Qomolangma Tomato                |
| 2013年3月3日(日)   | 新代田FEVER              | HERE PRESENTS 『GLAMOROUS STUDY：Point 9』         | Jeepta / バイザラウンド / バックドロップシンデレラ               |
| 2013年5月9日(火)   | 渋谷O-WEST               | HERE PRESENTS 『GLAMOROUS STUDY：Point 10』        | 9mm Parabellum Bullet / アルカラ                                 |
| 2013年10月2日(水)  | 下北沢ベースメントバー   | HERE PRESENTS 『GLAMOROUS STUDY：Point 11』        | KEYTALK                                                          |
| 2013年11月9日(土)  | 大阪LIVE SQUARE 2nd LINE | HERE PRESENTS 『GLAMOROUS STUDY：Point 12』        | バックドロップシンデレラ / オトワラシ / Boiler陸亀               |
| 2013年11月10日(日) | 名古屋CLUB ROCK'N'ROLL   | HERE PRESENTS 『GLAMOROUS STUDY：Point 13』        | Bob is Sick / palitextdestroy / 33Insanity'sVertebra             |
| 2013年12月2日(月)  | 渋谷O-Crest              | HERE PRESENTS 『GLAMOROUS STUDY：Point 14』        | 撃鉄／ミソッカス／マーガレット廣井（八十八ヶ所巡礼）             |
| 2014年7月5日(土)   | 新代田FEVER              | HERE PRESENTS 『GLAMOROUS STUDY：Point 15』        | 真空ホロウ / HaKU / jamming O.P.                                 |
| 2014年8月19日(火)  | TSUTAYA O-WEST           | HERE PRESENTS 『GLAMOROUS STUDY：Point 16 共鳴編』 | アルカラ / ピエール中野                                          |

### HEREワンマンライブ
| 開催日             | 場所        | イベント名                                                                                       |
| ------------------ | ----------- | ------------------------------------------------------------------------------------------------ |
| 2011年11月13日(日) | 渋谷O-Crest | HERE ワンマン LIVE『MANをZIしてROCKSTAR』                                                        |
| 2012年11月10日(土) | 渋谷O-Crest | HERE ワンマン LIVE『超ROCKSTAR宣言』                                                             |
| 2013年9月14日(土)  | 渋谷O-Crest | HERE ワンマン LIVE『感情超常現象』                                                               |
| 2014年10月26日(日) | 渋谷O-Crest | HERE 2nd Album Release Tour 「MADE IN CHAOS」 ツアーファイナル ワンマン 「混」「沌」「共」「鳴」 |
| 2015年11月21日(土) | 渋谷O-Crest | HERE ワンマン LIVE「まったなし!!横綱は俺だ!!～ロックスター土俵入り～」                           |

### HERE ライブツアー
『死ぬくらい大好き愛してるバカみたい』レコ発ツアー
| 開催日            | 場所                 | 共演者                                                    |
| ----------------- | -------------------- | --------------------------------------------------------- |
| 2013年4月6日(土)  | 大阪ファンダンゴ     | バックドロップシンデレラ / mudy on the 昨晩 / みそっかす  |
| 2013年4月7日(日)  | 神戸ARTHOUSE         | バックドロップシンデレラ / mudy on the 昨晩 / みそっかす  |
| 2013年4月14日(日) | 名古屋ロックンロール | mudy on the 昨晩 / みそっかす / O.A：the unknown forecast |
| 2013年4月19日(金) | 神戸太陽と虎         | alcott / The Oral Cigarettes                              |

HERE 2nd Album Release Tour「MADE IN CHAOS」
| 開催日               | 場所                             | 共演者                                                                                           |
| -------------------- | -------------------------------- | ------------------------------------------------------------------------------------------------ |
| 2014年6月28日(土)    | 愛知県 SONSET STRIP              | バックドロップシンデレラ / camellia / 矢野晶裕（→SCHOOL←） / The Homesicks / Bob is Sick         |
| 2014年6月30日(月)    | 大阪府 LIVE SQUARE 2nd LINE      | DABIDE'S fire / nayuta / Boiler陸亀 / 井上貴博（ex.鉄と鉛） / Rhycol.                            |
| 2014年7月5日(土)     | 東京都 新代田FEVER               | 真空ホロウ / HaKU / jamming O.P.                                                                 |
| 2014年7月12日(土)    | 北浦和 KYARA                     | The Homesicks / mudy on the 昨晩 / ユーノ                                                        |
| 2014年7月13日(日)    | 高崎club FLEEZ                   | The Homesicks / バックドロップシンデレラ / ユーノ / モハメド                                     |
| 2014年7月19日(土)    | 千葉県 K'S DREAM                 | バックドロップシンデレラ / noum / ユーノ / 石井卓（Jeepta）                                      |
| 2014年7月20日(日)    | 埼玉 HEAVEN'S ROCK Kumagaya VJ-1 | The Homesicks / Outside dandy / THE RODS / CHROTO                                                |
| 2014年7月21日(月祝)  | 栃木 LIVEHOUSE KENT              | The Homesicks / Outside dandy / モハメド / folca                                                 |
| 2014年8月19日(火)    | 渋谷 TSUTAYA O-WEST              | ピエール中野 / アルカラ                                                                          |
| 2014年8月22日(金)    | 新宿LOFT                         | ザ・ヒーナキャット / yucat with PARADOX                                                          |
| 2014年8月30日(土)    | 渋谷CLUB CRAWL                   | The Homesicks                                                                                    |
| 2014年8月31日(日)    | 愛知県 SiX-DOG                   | モハメド / バックドロップシンデレラ / room12 / the twenties / ホロ / バンドごっこ / 新宿railline |
| 2014年9月20日(土)    | 神戸 ART HOUSE                   | folca / Scars Borough / オトワラシ / the cibo                                                    |
| 2014年9月21日(日)    | 愛知県 CLUB ROCK'N'ROLL          | folca / →SCHOOL← / CHROTO / 泣いてばっかのヒルギ                                                 |
| 2014年10月13日(月祝) | 水戸 LIGHT HOUSE                 | noum / Outside dandy / モハメド                                                                  |

## 出演
- 2014年7月16日(水) ニコニコ生放送音楽番組『ロック兄弟 #102』
- 2014年9月12日(金) 毎日放送『みゅ～じキュン』
- 2014年9月19日(金) テレビ東京『音流〜On Ryu〜』
- 2015年4月9日 (木) 〜 BSフジ『エビ中++ 』　※尾形回帰のみ出演
- 2015年11月11日(水) ニコニコ生放送音楽番組『ロック兄弟 #135』
- 2015年12月18日(金) テレビ東京『音流〜On Ryu〜』
- 2016年1月28日(木) BSフジ　エビ中＋＋　＃42「新曲大発表」スペシャル前編
- 2016年2月4日(木) BSフジ　エビ中＋＋　＃43「新曲大発表」スペシャル後編

## ロックオペラ「PHOENIX」
ロックコンサートに、演劇やミュージカルの要素を取り入れたHEREのオリジナル・ロックオペラ
- 2008年4月5日　PHOENIX 初回公演 「ナイトクラブ PHOENIX」
- 2008年4月16日 PHOENIX SIDE STORY 「源氏物語より 葵上
- 2008年5月23日 PHOENIX SIDE STORY 「ふたご座 カストールとポルックス」
- 2008年5月31日 PHOENIX SIDE STORY 「ふたご座 カストールとポルックス」
- 2008年6月13～14日 PHOENIX 第2回公演「鳳凰伝～北京燃ゆ～」
- 2008年6月28日 PHOENIX SIDE STORY 「ラストダンスは私に」
- 2008年7月5日 PHOENIX SIDE STORY 「NO NUKES MORE HEARTS」
- 2008年7月12日 PHOENIX SIDE STORY 「鳳凰伝 ENCORE EDITION」
- 2008年7月13日 PHOENIX SIDE STORY 「ラストダンスは私に」
- 2008年7月19日 PHOENIX SIDE STORY 「鳳凰伝 ENCORE EDITION」
- 2008年8月2日 PHOENIX SIDE STORY 「ROCK STAR」
- 2008年8月7日 PHOENIX SIDE STORY 「ROCK STAR」
- 2008年8月23日 PHOENIX 第3回公演 「真夏の夜のハムレット」
- 2008年9月10日 PHOENIX SIDE STORY 「TAX AND THE CITY ～長距離走者の孤独～」
- 2008年9月30日 PHOENIX SIDE STORY 「TAX AND THE CITY ～長距離走者の孤独～」
- 2008年10月26日 PHOENIX 第4回公演 「PAINT IT BLACK ～ある画家の生涯～」
- 2008年11月30日 PHOENIX SIDE STORY 「ブラザーズ ～兄弟の地平～ 」
- 2008年12月10日 PHOENIX SIDE STORY 「ブラザーズ ～兄弟の地平～ 」
- 2008年12月23日 PHOENIX 第5回公演 「MOON CHILD」
- 2008年12月29日 PHOENIX SIDE STORY 「NO NUKES MORE HEARTS」
- 2009年7月22日 PHOENIX 第6回公演 「SINGING WITH DARKNESS」